# Dave Bacuzzi
David Reno Bacuzzi (Municipio de Islington, Londres,12 de octubre de 1940 - Sandyford, Dublín, 21 de abril de 2020) fue un futbolista y entrenador inglés que jugó para Arsenal, Manchester City y Reading. También representó a Inglaterra como un joven internacional. Después de una carrera moderadamente exitosa en la Liga inglesa, se instaló en la República de Irlanda, donde disfrutó de un período exitoso como gerente de jugadores con Cork Hibernians antes de administrar Home Farm. Más tarde abrió una agencia de viajes en Dublín. 
Nació en una familia anglo-italiana que se había establecido en Londres. Sus abuelos paternos vinieron originalmente de Milán. Su padre, Joe Bacuzzi, también fue un destacado futbolista, jugando como defensor de Fulham e Inglaterra durante la Segunda Guerra Mundial.

## Carrera

### Primeros años
Nacido en Islington, Londres, Bacuzzi comenzó su carrera en Eastbourne United bajo la guía del entrenador Ron Greenwood. Cuando Greenwood fue nombrado subgerente en el Arsenal, Bacuzzi finalmente lo siguió. 

### Arsenal
Firmó como aficionado para el Arsenal en marzo de 1958 y luego como profesional en mayo de 1959. Hizo su debut en la Primera División para el club el 18 de febrero de 1961, tomando el lugar del lesionado Len Wills, en una victoria por 3-2 contra West Bromwich Albion. Durante la temporada 1961–62 compartió la posición de lateral derecho con Eddie Magill, jugando 22 juegos. La siguiente temporada, perdió su lugar y, cuando Magill se convirtió en el lateral derecho de primera opción, Bacuzzi solo jugó otros once partidos del primer equipo durante las temporadas 1962-63 y 1963-64. Sin embargo, ayudó a las reservas del Arsenal a ganar la combinación de fútbol en 1962-1963. En total jugó 48 partidos para el primer equipo del Arsenal. 

### Manchester City
Firmó con el Manchester City el 24 de abril de 1964 por una tarifa de £ 25,000 e hizo su debut en la liga para el club en el segundo juego de la temporada 1964–65, una victoria por 6-0 contra Leyton Orient. Durante la temporada, que vio al City terminar como campeones de la Segunda División, jugó un total de 44 partidos, una cifra igualada por solo otro jugador del City, Alan Oakes. Comenzó la temporada 1965-66 como la primera opción de regreso bajo el nuevo mánager Joe Mercer, pero a medida que avanzaba la temporada, encontró su lugar ocupado por Bobby Kennedy . Jugó otras 16 veces para el City antes de ser transferido a Reading. 

### Reading
Firmó para Reading el 9 de septiembre de 1966 por una tarifa de £ 5,000. El 31 de enero de 1968, Reading jugó contra el antiguo club de Bacuzzi, el Manchester City, en la Copa FA. Mantuvieron a City en un empate creíble 0-0 en Maine Road, pero luego perdieron la repetición 7-0. 

## Carrera de entrenador

### Cork Hibernians
En mayo de 1970 se unió a Cork Hibernians como jugador-mánager. Inicialmente, Bacuzzi pensó que se le había acercado desde un lugar misterioso y exótico cuando recibió un telegrama mal escrito pidiéndole que se pusiera en contacto con Cork Island en lugar de Cork, Irlanda. Posteriormente guio a Hibs al título de la Liga de Irlanda en 1971, venciendo a Shamrock Rovers en un desempate. Luego, en 1972 y 1973, también los guio a victorias sucesivas en la final de la Copa FAI.

### Home Farm
En 1974 fue nombrado gerente de Home Farm y en 1975 guio al club a la victoria en la Copa FAI por primera y única vez. Con un equipo que incluía a Noel King, Dermot Keely y Martin Murray, vencieron a Dundalk, Cork Celtic y St Patrick's Athletic en rondas anteriores antes de derrotar a Shelbourne 1-0 en la final en Dalymount Park. Como resultado, se convirtieron en el primer equipo amateur en ganar la Copa FAI en cuarenta años. La temporada siguiente, Bacuzzi llevó a Home Farm a Europa mientras competían en la Recopa de Europa, jugando contra el equipo francés, RC Lens. Empataron 1–1 en casa pero perdieron la pierna de distancia 6–0. 
Como gerente de Home Farm, fue responsable del desarrollo de varios internacionales de la República de Irlanda, incluidos Ronnie Whelan, Ken DeMange y Brian Mooney, quienes posteriormente firmaron para Liverpool. Sin embargo, también rechazó la oportunidad de fichar a un joven Paul McGrath después de un breve juicio.
También dirigió la Liga de Irlanda XI durante las eliminatorias para los torneos olímpicos de fútbol de 1976 y 1980 y el equipo de aficionados que se clasificó para la Copa Amateur de la UEFA de 1978. 
Fue brevemente asistente del gerente en Shamrock Rovers con Jim McLaughlin en 1985.

## Honores
Jugador
Reservas de arsenal
- Combinación de fútbol
  - Ganadores 1962–63: 1

Manchester City
- Segunda División
  - Ganadores 1964–65 : 1

Director
Cork Hibernians
- Liga de Irlanda
  - Ganadores 1970–71 : 1
- Copa FAI
  - Ganadores 1972, 1973: 2
- Copa Blaxnit
  - Ganadores 1972: 1
- Copa de la ciudad de Dublín
  - Ganadores 1971, 1973: 2
- Escudo de la Liga de Irlanda
  - Ganadores 1970, 1973: 2
- Copa Munster Senior
  - Ganadores 1970, 1971, 1973: 3

Home Farm
- Copa FAI
  - Ganadores 1975: 1
- SWAI Personalidad del año
  - Cork Hibernians FC - 1971/72

## Muerte
Bacuzzi murió en el Hospital de la Universidad de San Vicente, Dublín, del COVID-19 causado por el virus del SARS-CoV-2 durante la pandemia de enfermedad por coronavirus.